# Ciutat d'Ondo
Ondo és una ciutat de Nigèria, la segona ciutat més gran de l'estat d'Ondo. Té una població de 364.960 habitants. Les indústries locals inclouen fusta i processament alimentari que processen empreses de processament de la massa del cacau. Hi ha també cultiu, collita i processament de plàtans de cuina. Ondo és principalment habitada pels iorubes.
La ciutat té dos estadis un 5.000 persones de capacitat al Adeyemi College of Education i l' Ondo City Stadium que és per 10.000 persones; té dos equips professionals de futbol: el Rising Stars FC i el The Works Football Club. Entre les empreses a Ondo hi ha la Premier Metal Industry, John Holt, Nigerian Romanian Wood Industry, Stanmark cocoa processing company (ara Cadbury Nigeria plc Ondo), Kiranil Nigeria Limited, Sunshine Cassava Processing Company and Wood Industry, China Railway Construction Corporation Limited CRCC, Nigerian Concrete Industry, etc. Els principals festivals populars celebrats a Ondo són l'Odunbami, els festivals Ogun i el dia d'Ekinmogun.
La ciutat és el centre comercial de la regió circumdant. Nyams, mandioca, gra, i el tabac creixent a la zona, a més del cotó quie s'utilitza per tramar la tela anomenat teixit Aso Oke. És també el productor més gran de productes del cacau a la regió.
El títol que porta el rei d'Ondo, que regna com a descendent directe del llegendari emperador Oduduwa, és Osemawe. El rei actual és Victor Kiladejo, qui va ser designat el setembre del 2006 després de la mort del rei anterior, Festus Ibidapo Adesanoye.
Vegeu Regne d'Ondo